# Морган (Вісконсин)
Морган (англ. Morgan) — місто (англ. town) в США, в окрузі Оконто штату Вісконсин. Населення — 985 осіб (2020).

## Демографія
Згідно з переписом 2010 року, у місті мешкали 984 особи в 391 домогосподарстві у складі 293 родин. Було 423 помешкання
Расовий склад населення:
| - 97,6 % — білих - 0,6 % — корінних американців - 0,4 % — азіатів |

До двох чи більше рас належало 1,2 %. Частка іспаномовних становила 0,4 % від усіх жителів.
За віковим діапазоном населення розподілялося таким чином: 21,3 % — особи молодші 18 років, 67,2 % — особи у віці 18—64 років, 11,5 % — особи у віці 65 років та старші. Медіана віку мешканця становила 43,5 року. На 100 осіб жіночої статі у місті припадало 104,1 чоловіків;  на 100 жінок у віці від 18 років та старших — 101,0 чоловіків також старших 18 років.
Середній дохід на одне домашнє господарство  становив 77 514 долари США (медіана — 57 381), а середній дохід на одну сім'ю — 79 312 долари (медіана — 63 125). Медіана доходів становила 52 222 долари для чоловіків та 46 406 доларів для жінок. За межею бідності перебувало 9,2 % осіб, у тому числі 20,0 % дітей у віці до 18 років та 4,7 % осіб у віці 65 років та старших.
Цивільне працевлаштоване населення становило 512 осіб. Основні галузі зайнятості: виробництво — 27,1 %, освіта, охорона здоров'я та соціальна допомога — 18,6 %, транспорт — 10,7 %, фінанси, страхування та нерухомість — 8,0 %.